# Ibrahim Junior Kuribara
Ibrahim Junior Kuribara (栗原 イブラヒム ジュニア Kuribara Ibrahim Junior?), född 14 augusti 2001 i Saitama prefektur, är en japansk fotbollsspelare.
Kuribara började sin karriär 2020 i Shimizu S-Pulse. Augusti 2020 blev han utlånad till Azul Claro Numazu. Han gick tillbaka till Shimizu S-Pulse 2021.